# Marloes Morshuis
Marloes Morshuis (Oldenzaal, 20 januari 1970) is een Nederlands schrijver van jeugdboeken.

## Biografie
Morshuis groeide op in Oldenzaal. Nadat ze al vrijwel haar hele leven op verschillende manieren bezig was geweest met schrijven, zowel professioneel als privé, debuteerde ze op haar 45ste met haar eerste jeugdboek: Koken voor de keizer. Hierna volgden Borealis, De schaduwen van Radovar en Quotum (Project Z). De thema's van die laatste drie boeken hebben een link met de actualiteit: Borealis gaat over klimaatverandering, en in Radovar is een sociaal puntensysteem ingevoerd dat doet denken aan de systemen waarmee China experimenteert (maar door Morshuis bedacht voordat ze wist dat China hiermee bezig was). Quotum - Project Z (het eerste deel van een tweeluik) speelt in een wereld waarin te veel mensen wonen en ieder land een maximum aantal inwoners opgelegd krijgt.

## Carrière
Voordat Morshuis jeugdboeken ging schrijven, werkte ze onder meer tien jaar als beleidsmedewerker en hoofd (lokale) campagnes op het landelijk bureau van GroenLinks. Daarnaast schreef ze onder meer de tweede editie van De kleine Twitter voor Dummies (Pearson Benelux, 2013) en was ze co-auteur van Psychologie van het boodschappenbriefje, samen met Tefke van Dijk.
In het begin kon Morshuis geen uitgever vinden, en haar eerste boek heeft ze uitgegeven op basis van crowdfunding. Na een aanbeveling van een boekenverkoper had Lemniscaat in 2015 toch interesse.
Borealis was in 2019 het cadeauboek van de campagne Nederland Leest Junior: kinderen tussen de tien en veertien jaar kregen via scholen en bibliotheken een speciale editie van het boek cadeau. De schaduwen van Radovar is bekroond met een Vlag en Wimpel en won de Kleine Cervantesprijs van de stad Gent. Het boek is vertaald in het Russisch, Bosnisch en Hongaars. Morshuis ontving in 2021 een Vlag en Wimpel van de griffeljury voor Quotum.